# Acacia cyclops
Acacia cyclops — вид квіткових рослин з родини бобових. Ареал: Австралія (Південна Австралія); інтродукція: Австралія (Вікторія), Ефіопія, Намібія, Португалія, Південна Африка, США (Каліфорнія).

## Середовище й екологія
У свому природному середовищі існування цей вид зустрічається в прибережних піщаних дюнах і на відкритих чагарникових ділянках, як правило, на вапняку.

## Біоморфологічна характеристика
Це густий, кущистий, округлий, безволосий, розлогий кущ (рідше дерево) заввишки (0.8)2–4(7) метри. У теплу пору року він продукує китиці золотисто-жовтих квітів. Коли довгі плоскі стручки дозрівають, вони скручуються і виявляють чорне насіння, оточене товстим червоним або помаранчевим сім'яніжкою.

## Використання
Вид використовують у землекористуванні, садівництві та як корм. Він здатний переносити вітер і сольові бризки та може допомогти у стабілізації ґрунту. Також використовується в культурі як приваблива садова рослина. Насіння можна подрібнити на борошно для приготування хліба, а також використовувати як замінник кави та підсилювач смаку. Крім того, липкий сік з молодих насіннєвих коробочок можна використовувати для сонцезахисного крему, засобу від комах і для лікування екземи.